# Pries parskrendant i zeme
Pour plus de détails, voir Fiche technique et Distribution.
Pries parskrendant i zeme (Prieš parskrendant į žemę) est le premier long métrage documentaire lituanien réalisé par Arūnas Matelis. Il décrit l'hospitalisation d'enfants atteints de la leucémie à l'hôpital psychiatrique de Vilnius, ce même hôpital où la fille du réalisateur s'était battue contre cette maladie quelque temps avant le début de la production. Le film fut considéré comme l'un des meilleurs documentaires mondiaux en 2005, et reconnu comme l'un des meilleurs films lituaniens. Il a d'ailleurs été projeté dans nombre de festivals.

## Fiche technique
- Titre original : Pries parskrendant i zeme
- Titre anglais et international : Before Flying Back to the Earth
- Réalisation : Arunas Matelis
- Production : Gerd Haag (ZDF Productions - Nominum)
- Musique : Kipras Masanauskas
- Photographie : Audrius Kemezys et Algimante Matelis
- Montage : Katharina Schmidt
- Langue : lituanien
- Format : Couleur - 1,33:1 - Stéréo
- Durée : 52 minutes
- Genre : documentaire
- Date de sortie :
  -  Allemagne : octobre 2005 (International Leipzig Festival For Documentary and Animated Film)
  -  Lituanie : 10 octobre 2005
  -  États-Unis : 16 juin 2006 (Silverdocs Film Festival)

## Distinctions
2005
Silver Wolf au Amsterdam International Documentary Film Festival
Nommé au prix du Meilleur documentaire au European Film Awards
Golden Dove au Leipzig DOK Festival
2006
Spirit Award au Brooklyn International Film Festival
Honorable Mention au Silverdocs Documentary Festival
2007
DGA Award à la Directors Guild of America